# Обморочная коза
Миотоническая коза, иначе известная как обморочная коза — разновидность домашней козы, имеющая особенность временно «падать в обморок» при испуге. Характерна для сельскохозяйственной отрасли США, также может называться Теннессийской козой и некоторыми другими названиями. При «обмороке» мышцы животного парализуются в течение приблизительно 3 секунд. Это связано с редким наследственным генетическим заболеванием, называемым миотония (его разновидностью myotonia congenita).

## Характеристики
Временный паралич мышц в стрессовой ситуации не причиняет козе боль, но приводит к её временному обездвиживанию и, как правило, падению. По мере взросления животные со временем учатся расставлять ноги или опираться на что-либо перед обмороком. Во время обморока некоторые могут продолжать двигаться со значительными затруднениями.
По размерам миотонические козы немного меньше, чем обычные — как правило, 43-64 см в высоту и массой 27-79 кг, самцы — до 100 кг. Глаза большие, навыкате. Шерсть короткая или длинная, некоторые особи могут быть источником кашемира в холодное время года. Не прослеживается родства обморочных коз с ангорскими козами. Общий окрас чёрно-белый, однако в породе также встречается большинство возможных других окрасов.
Обморочные козы имеют нарушение двигательной функции, называемое myotonia congenita (миотония). Это редкое генетическое заболевание, встречающееся у многих видов, включая человека. Обморочные козы на самом деле не «падают в обморок» по-настоящему, так как остаются в это время в сознании.